# Barringtonia neocaledonica
Espèce
Barringtonia neocaledonica est une espèce de plantes à fleurs de la famille des Lecythidaceae. Endémique, on ne la trouve qu'en Nouvelle-Calédonie.

## Description

### Aspect général
Cette espèce se présente comme un arbre à port arrondi, atteignant à maturité de 5 à 12 mètres de haut et de 3 à 7 mètres de large.

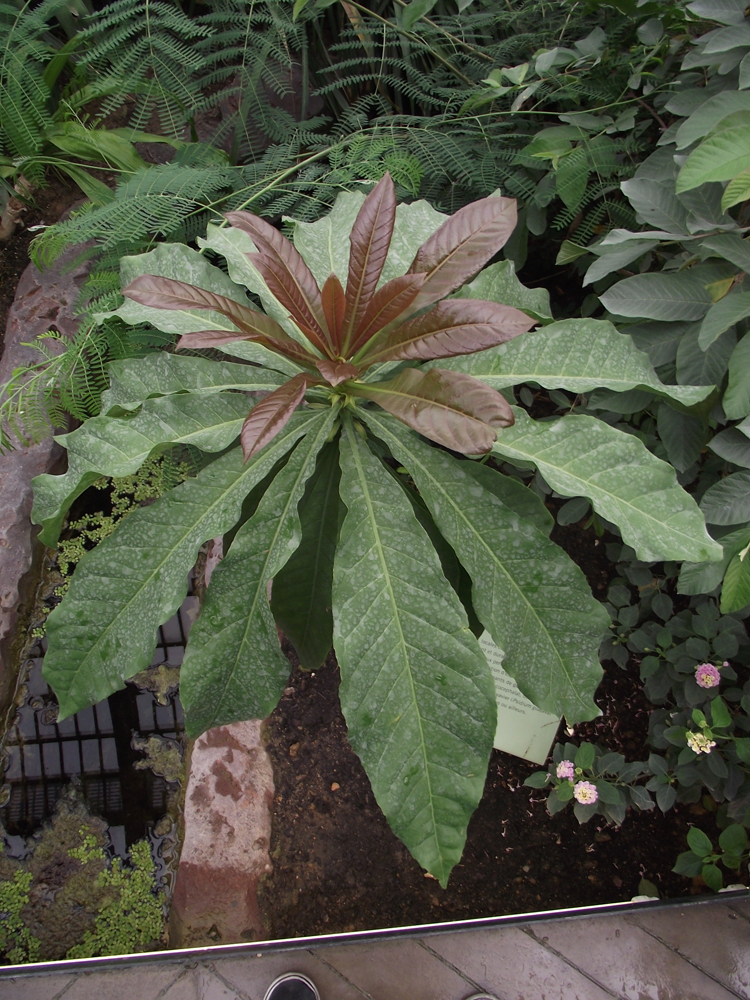
Jeunes feuilles rosées.

### Feuilles
Les feuilles, de 30 centimètres de long et de 12 centimètres de large, sont simples, alternes, décurrentes, d'un vert brillant, regroupées en bout de branches. Les jeunes pousses sont roses. Le feuillage est assez dense et caduc. En saison sèche, avant la floraison, le feuillage peut rougir avant de tomber,.

### Fleurs
Les fleurs sont d'un blanc rosé, avec de nombreuses étamines. Elles sont regroupées sur des épis pendants, dont la longueur peut dépasser les 50 centimètres,.

### Fruits
Les fruits sont cylindriques, verts, tomenteux ou pulvérulents. Ils sont positionnés sur les épis.

## Répartition
Cette espèce se retrouve dans les zones humides et les bords de rivières. Elle apprécie les terrains ultra basiques et siliceux.